# Greatest Hits... So Far (album của Pink)
Greatest Hits... So Far!!! là album tuyển tập đầu tiên của ca sĩ kiêm sáng tác nhạc người Mỹ Pink, phát hành ngày 12 tháng 11 năm 2010 bởi Jive Records. Đây là album cuối cùng của Pink phát hành dưới sự phân phối của LaFace Records tại Hoa Kỳ và cũng là đĩa nhạc duy nhất của cô được ra mắt bởi Jive Records trên toàn cầu, trước khi cả hai hãng đĩa tuyên bố giải thể và sáp nhập vào RCA Records vào cuối năm 2011. Greatest Hits... So Far!!! là tập hợp những đĩa đơn thành công nhất của nữ ca sĩ nhằm kỷ niệm thập kỷ đầu tiên của cô trong ngành công nghiệp âm nhạc, trích từ năm album phòng thu đầu tiên Can't Take Me Home (2000), Missundaztood (2001), Try This (2003), I'm Not Dead (2006) và Funhouse (2008). Ngoài ra, album còn bao gồm bốn bài hát hoàn toàn mới và được sản xuất bởi những cộng tác viên quen thuộc của Pink như Max Martin, Shellback và Butch Walker. Nữ ca sĩ cũng hát lại "Whataya Want from Me" do cô đồng sáng tác và được thể hiện đầu tiên bởi Adam Lambert.
Ban đầu, Pink không có ý định thực hiện một album tuyển tập vào thời điểm đó, nhưng thay đổi suy nghĩ khi nhận ra rằng hãng đĩa có thể tự phát hành mà không cần thông qua nghệ sĩ và cô mong muốn hoàn thiện đĩa nhạc theo nguyện vọng của bản thân để tri ân đến người hâm mộ. Sau khi phát hành, Greatest Hits... So Far!!! nhận được những phản ứng tích cực từ các nhà phê bình âm nhạc, trong đó họ đánh giá cao hành trình hoạt động nghệ thuật của nữ ca sĩ sau mười năm và ghi nhận khâu sản xuất của những bản nhạc mới. Album cũng gặt hái những thành công lớn về mặt thương mại, đứng đầu các bảng xếp hạng tại Úc và New Zealand, đồng thời lọt vào top 10 ở nhiều quốc gia khác, bao gồm vươn đến top 5 ở những thị trường lớn như Áo, Canada, Đan Mạch, Hà Lan, Đức, Na Uy, Thụy Sĩ và Vương quốc Anh. Đĩa nhạc ra mắt ở vị trí thứ 14 trên bảng xếp hạng Billboard 200 tại Hoa Kỳ và sau đó vươn đến vị trí thứ năm, trở thành album thứ năm liên tiếp của Pink vươn đến top 10 tại đây.
Hai đĩa đơn đã được phát hành từ Greatest Hits... So Far!!!. "Raise Your Glass" được chọn làm đĩa đơn mở đường và lọt vào top 10 ở nhiều thị trường nổi bật, đồng thời trở thành đĩa đơn quán quân thứ hai của Pink dưới cương vị nghệ sĩ hát đơn trên bảng xếp hạng Billboard Hot 100 tại Hoa Kỳ. Đĩa đơn còn lại "Fuckin' Perfect" cũng tiếp nối những thành tích tương tự về mặt thương mại khi vươn đến top 10 ở hơn 12 quốc gia, đồng thời nhận được đề cử giải Grammy cho Trình diễn đơn ca pop xuất sắc nhất tại lễ trao giải thường niên lần thứ 54. Ngoài ra, "Heartbreak Down" cũng được phát hành dưới dạng đĩa đơn quảng bá tại một số quốc gia Châu Âu. Để quảng bá album, nữ ca sĩ trình diễn tại giải thưởng Âm nhạc Mỹ năm 2010 nhưng kế hoạch không thể kéo dài vì cô bắt đầu mang thai con gái đầu lòng Willow Sage Hart vào cuối năm 2010. Tính đến nay, Greatest Hits... So Far!!! đã bán được hơn năm triệu bản trên toàn cầu, và là một trong những album tuyển tập bán chạy nhất thập niên 2010.

## Danh sách bài hát
| Greatest Hits... So Far!!! – Phiên bản tiêu chuẩn tại Bắc Mỹ | Greatest Hits... So Far!!! – Phiên bản tiêu chuẩn tại Bắc Mỹ | Greatest Hits... So Far!!! – Phiên bản tiêu chuẩn tại Bắc Mỹ | Greatest Hits... So Far!!! – Phiên bản tiêu chuẩn tại Bắc Mỹ | Greatest Hits... So Far!!! – Phiên bản tiêu chuẩn tại Bắc Mỹ |
| STT                                                          | Nhan đề                                                      | Sáng tác                                                     | Album                                                        | Thời lượng                                                   |
| ------------------------------------------------------------ | ------------------------------------------------------------ | ------------------------------------------------------------ | ------------------------------------------------------------ | ------------------------------------------------------------ |
| 1.                                                           | "Get the Party Started"                                      | Linda Perry                                                  | Missundaztood (2001)                                         | 3:11                                                         |
| 2.                                                           | "There You Go"                                               | Pink Kevin "She'kspere" Briggs Kandi Burruss                 | Can't Take Me Home (2000)                                    | 3:26                                                         |
| 3.                                                           | "Don't Let Me Get Me"                                        | Pink Dallas Austin                                           | Missundaztood                                                | 3:31                                                         |
| 4.                                                           | "Just Like a Pill"                                           | Pink Austin                                                  | Missundaztood                                                | 3:57                                                         |
| 5.                                                           | "Family Portrait"                                            | Pink Scott Storch                                            | Missundaztood                                                | 4:56                                                         |
| 6.                                                           | "Trouble"                                                    | Pink Tim Armstrong                                           | Try This (2003)                                              | 3:12                                                         |
| 7.                                                           | "Stupid Girls"                                               | Pink Billy Mann MachoPsycho                                  | I'm Not Dead (2006)                                          | 3:16                                                         |
| 8.                                                           | "Who Knew"                                                   | Pink Max Martin Lukasz Gottwald                              | I'm Not Dead                                                 | 3:28                                                         |
| 9.                                                           | "U + Ur Hand"                                                | Pink Martin Gottwald Rami Yacoub                             | I'm Not Dead                                                 | 3:34                                                         |
| 10.                                                          | "Dear Mr. President" (hợp tác với Indigo Girls)              | Pink Mann                                                    | I'm Not Dead                                                 | 4:33                                                         |
| 11.                                                          | "So What"                                                    | Pink Martin Shellback                                        | Funhouse (2008)                                              | 3:35                                                         |
| 12.                                                          | "Sober"                                                      | Pink Nate Hills Kara DioGuardi Marcella Araica               | Funhouse                                                     | 4:11                                                         |
| 13.                                                          | "Please Don't Leave Me"                                      | Pink Martin                                                  | Funhouse                                                     | 3:51                                                         |
| 14.                                                          | "Glitter in the Air"                                         | Pink Mann                                                    | Funhouse                                                     | 3:47                                                         |
| 15.                                                          | "Raise Your Glass"                                           | Pink Martin Shellback                                        | Bài hát mới                                                  | 3:23                                                         |
| 16.                                                          | "Fuckin' Perfect"                                            | Pink Martin Shellback                                        | Bài hát mới                                                  | 3:30                                                         |

| Greatest Hits... So Far!!! – Phiên bản trên iTunes Store Bắc Mỹ (bản nhạc bổ sung) | Greatest Hits... So Far!!! – Phiên bản trên iTunes Store Bắc Mỹ (bản nhạc bổ sung) | Greatest Hits... So Far!!! – Phiên bản trên iTunes Store Bắc Mỹ (bản nhạc bổ sung) | Greatest Hits... So Far!!! – Phiên bản trên iTunes Store Bắc Mỹ (bản nhạc bổ sung) | Greatest Hits... So Far!!! – Phiên bản trên iTunes Store Bắc Mỹ (bản nhạc bổ sung) |
| STT                                                                                | Nhan đề                                                                            | Sáng tác                                                                           | Album                                                                              | Thời lượng                                                                         |
| ---------------------------------------------------------------------------------- | ---------------------------------------------------------------------------------- | ---------------------------------------------------------------------------------- | ---------------------------------------------------------------------------------- | ---------------------------------------------------------------------------------- |
| 17.                                                                                | "Heartbreak Down"                                                                  | Pink Butch Walker                                                                  | Bài hát mới                                                                        | 3:18                                                                               |

| Greatest Hits... So Far!!! – Phiên bản cao cấp tại Bắc Mỹ (Đĩa 1) | Greatest Hits... So Far!!! – Phiên bản cao cấp tại Bắc Mỹ (Đĩa 1) | Greatest Hits... So Far!!! – Phiên bản cao cấp tại Bắc Mỹ (Đĩa 1) | Greatest Hits... So Far!!! – Phiên bản cao cấp tại Bắc Mỹ (Đĩa 1) | Greatest Hits... So Far!!! – Phiên bản cao cấp tại Bắc Mỹ (Đĩa 1) |
| STT                                                               | Nhan đề                                                           | Sáng tác                                                          | Album                                                             | Thời lượng                                                        |
| ----------------------------------------------------------------- | ----------------------------------------------------------------- | ----------------------------------------------------------------- | ----------------------------------------------------------------- | ----------------------------------------------------------------- |
| 14.                                                               | "Funhouse"                                                        | Pink Kanal Harry                                                  | Funhouse                                                          | 3:25                                                              |
| 15.                                                               | "I Don't Believe You"                                             | Pink Martin                                                       | Funhouse                                                          | 4:35                                                              |
| 16.                                                               | "Glitter in the Air"                                              | Pink Mann                                                         | Funhouse                                                          | 3:47                                                              |
| 17.                                                               | "Raise Your Glass"                                                | Pink Martin Shellback                                             | Bài hát mới                                                       | 3:23                                                              |
| 18.                                                               | "Fuckin' Perfect"                                                 | Pink Martin Shellback                                             | Bài hát mới                                                       | 3:30                                                              |

| Greatest Hits... So Far!!! – Phiên bản cao cấp trên iTunes Store Bắc Mỹ (bản nhạc bổ sung) | Greatest Hits... So Far!!! – Phiên bản cao cấp trên iTunes Store Bắc Mỹ (bản nhạc bổ sung) | Greatest Hits... So Far!!! – Phiên bản cao cấp trên iTunes Store Bắc Mỹ (bản nhạc bổ sung) | Greatest Hits... So Far!!! – Phiên bản cao cấp trên iTunes Store Bắc Mỹ (bản nhạc bổ sung) | Greatest Hits... So Far!!! – Phiên bản cao cấp trên iTunes Store Bắc Mỹ (bản nhạc bổ sung) |
| STT                                                                                        | Nhan đề                                                                                    | Sáng tác                                                                                   | Album                                                                                      | Thời lượng                                                                                 |
| ------------------------------------------------------------------------------------------ | ------------------------------------------------------------------------------------------ | ------------------------------------------------------------------------------------------ | ------------------------------------------------------------------------------------------ | ------------------------------------------------------------------------------------------ |
| 19.                                                                                        | "Heartbreak Down"                                                                          | Pink Butch Walker                                                                          | Bài hát mới                                                                                | 3:18                                                                                       |

| Greatest Hits... So Far!!! – Phiên bản quốc tế | Greatest Hits... So Far!!! – Phiên bản quốc tế  | Greatest Hits... So Far!!! – Phiên bản quốc tế | Greatest Hits... So Far!!! – Phiên bản quốc tế | Greatest Hits... So Far!!! – Phiên bản quốc tế |
| STT                                            | Nhan đề                                         | Sáng tác                                       | Sản xuất                                       | Thời lượng                                     |
| ---------------------------------------------- | ----------------------------------------------- | ---------------------------------------------- | ---------------------------------------------- | ---------------------------------------------- |
| 1.                                             | "Get the Party Started"                         | Perry                                          | Perry                                          | 3:11                                           |
| 2.                                             | "There You Go"                                  | Pink Briggs Burruss                            | Briggs Burruss [a]                             | 3:26                                           |
| 3.                                             | "You Make Me Sick"                              | Brainz Dimilo Anthony President Mark Tabb      | Babyface Dimilo President                      | 4:06                                           |
| 4.                                             | "Don't Let Me Get Me"                           | Pink Austin                                    | Austin                                         | 3:31                                           |
| 5.                                             | "Just like a Pill"                              | Pink Austin                                    | Austin                                         | 3:57                                           |
| 6.                                             | "Family Portrait"                               | Pink Storch                                    | Storch                                         | 4:56                                           |
| 7.                                             | "Trouble"                                       | Pink Armstrong                                 | Armstrong Fields [b]                           | 3:12                                           |
| 8.                                             | "Stupid Girls"                                  | Pink Mann MachoPsycho                          | Mann MachoPsycho [c]                           | 3:16                                           |
| 9.                                             | "Who Knew"                                      | Pink Martin Gottwald                           | Martin Dr. Luke                                | 3:28                                           |
| 10.                                            | "U + Ur Hand"                                   | Pink Martin Gottwald Yacoub                    | Martin Dr. Luke                                | 3:34                                           |
| 11.                                            | "Dear Mr. President" (hợp tác với Indigo Girls) | Pink Mann                                      | Mann Pink                                      | 4:33                                           |
| 12.                                            | "So What"                                       | Pink Martin Shellback                          | Martin                                         | 3:35                                           |
| 13.                                            | "Sober"                                         | Pink Hills DioGuardi Araica                    | Danja Kanal Harry                              | 4:11                                           |
| 14.                                            | "Please Don't Leave Me"                         | Pink Martin                                    | Martin                                         | 3:51                                           |
| 15.                                            | "Bad Influence"                                 | Pink Mann Walker MachoPsycho                   | Mann Walker MachoPsycho                        | 3:35                                           |
| 16.                                            | "Funhouse"                                      | Pink Kanal Harry                               | Kanal Harry                                    | 3:25                                           |
| 17.                                            | "Raise Your Glass"                              | Pink Martin Shellback                          | Martin Shellback                               | 3:23                                           |
| 18.                                            | "Fuckin' Perfect"                               | Pink Martin Shellback                          | Martin Shellback                               | 3:30                                           |
| 19.                                            | "Heartbreak Down"                               | Pink Walker                                    | Walker                                         | 3:18                                           |
| Tổng thời lượng:                               | Tổng thời lượng:                                | Tổng thời lượng:                               | Tổng thời lượng:                               | 77:31                                          |

| Greatest Hits... So Far!!! – Phiên bản tại Úc | Greatest Hits... So Far!!! – Phiên bản tại Úc   | Greatest Hits... So Far!!! – Phiên bản tại Úc | Greatest Hits... So Far!!! – Phiên bản tại Úc | Greatest Hits... So Far!!! – Phiên bản tại Úc |
| STT                                           | Nhan đề                                         | Sáng tác                                      | Sản xuất                                      | Thời lượng                                    |
| --------------------------------------------- | ----------------------------------------------- | --------------------------------------------- | --------------------------------------------- | --------------------------------------------- |
| 1.                                            | "Get the Party Started"                         | Perry                                         | Perry                                         | 3:11                                          |
| 2.                                            | "There You Go"                                  | Pink Briggs Burruss                           | Briggs Burruss [a]                            | 3:26                                          |
| 3.                                            | "Don't Let Me Get Me"                           | Pink Austin                                   | Austin                                        | 3:31                                          |
| 4.                                            | "Just like a Pill"                              | Pink Austin                                   | Austin                                        | 3:57                                          |
| 5.                                            | "Family Portrait"                               | Pink Storch                                   | Storch                                        | 4:56                                          |
| 6.                                            | "Trouble"                                       | Pink Armstrong                                | Armstrong Fields [b]                          | 3:12                                          |
| 7.                                            | "Stupid Girls"                                  | Pink Mann MachoPsycho                         | Mann MachoPsycho [c]                          | 3:16                                          |
| 8.                                            | "Who Knew"                                      | Pink Martin Gottwald                          | Martin Dr. Luke                               | 3:28                                          |
| 9.                                            | "U + Ur Hand"                                   | Pink Martin Gottwald Yacoub                   | Martin Dr. Luke                               | 3:34                                          |
| 10.                                           | "Dear Mr. President" (hợp tác với Indigo Girls) | Pink Mann                                     | Mann Pink                                     | 4:33                                          |
| 11.                                           | "Leave Me Alone (I'm Lonely)"                   | Pink Walker                                   | Walker                                        | 3:18                                          |
| 12.                                           | "So What"                                       | Pink Martin Shellback                         | Martin                                        | 3:35                                          |
| 13.                                           | "Sober"                                         | Pink Hills DioGuardi Araica                   | Danja Kanal Harry                             | 4:11                                          |
| 14.                                           | "Please Don't Leave Me"                         | Pink Martin                                   | Martin                                        | 3:51                                          |
| 15.                                           | "Bad Influence"                                 | Pink Mann Walker MachoPsycho                  | Mann Walker MachoPsycho                       | 3:35                                          |
| 16.                                           | "Funhouse"                                      | Pink Kanal Harry                              | Kanal Harry                                   | 3:25                                          |
| 17.                                           | "I Don't Believe You"                           | Pink Martin                                   | Martin                                        | 4:35                                          |
| 18.                                           | "Whataya Want from Me"                          | Pink Martin Shellback                         | Martin Shellback                              | 3:46                                          |
| 19.                                           | "Raise Your Glass"                              | Pink Martin Shellback                         | Martin Shellback                              | 3:23                                          |
| 20.                                           | "Fuckin' Perfect"                               | Pink Martin Shellback                         | Martin Shellback                              | 3:30                                          |
| 21.                                           | "Heartbreak Down"                               | Pink Walker                                   | Walker                                        | 3:18                                          |
| Tổng thời lượng:                              | Tổng thời lượng:                                | Tổng thời lượng:                              | Tổng thời lượng:                              | 77:31                                         |

| Greatest Hits... So Far!!! – Phiên bản trên iTunes Store (video bổ sung) | Greatest Hits... So Far!!! – Phiên bản trên iTunes Store (video bổ sung) | Greatest Hits... So Far!!! – Phiên bản trên iTunes Store (video bổ sung) | Greatest Hits... So Far!!! – Phiên bản trên iTunes Store (video bổ sung) |
| STT                                                                      | Nhan đề                                                                  | Album                                                                    | Thời lượng                                                               |
| ------------------------------------------------------------------------ | ------------------------------------------------------------------------ | ------------------------------------------------------------------------ | ------------------------------------------------------------------------ |
| 1.                                                                       | "Leave Me Alone (I'm Lonely)" (Phiên bản The Funhouse Freak Show)        | I'm Not Dead                                                             |                                                                          |
| 2.                                                                       | "Please Don't Leave Me" (Phiên bản The Funhouse Freak Show)              | Funhouse                                                                 |                                                                          |
| 3.                                                                       | "Funhouse" (Phiên bản The Funhouse Freak Show)                           | Funhouse                                                                 |                                                                          |
| 4.                                                                       | "Hậu trường Buổi Chụp hình cho Greatest Hits... So Far!!!"               |                                                                          |                                                                          |

| Greatest Hits... So Far!!! 2019 – Phiên bản tái phát hành tại Nhật Bản | Greatest Hits... So Far!!! 2019 – Phiên bản tái phát hành tại Nhật Bản | Greatest Hits... So Far!!! 2019 – Phiên bản tái phát hành tại Nhật Bản | Greatest Hits... So Far!!! 2019 – Phiên bản tái phát hành tại Nhật Bản | Greatest Hits... So Far!!! 2019 – Phiên bản tái phát hành tại Nhật Bản |
| STT                                                                    | Nhan đề                                                                | Sáng tác                                                               | Producer                                                               | Thời lượng                                                             |
| ---------------------------------------------------------------------- | ---------------------------------------------------------------------- | ---------------------------------------------------------------------- | ---------------------------------------------------------------------- | ---------------------------------------------------------------------- |
| 1.                                                                     | "So What"                                                              | Pink Martin Shellback                                                  | Martin                                                                 | 3:35                                                                   |
| 2.                                                                     | "Fuckin' Perfect"                                                      | Pink Martin Shellback                                                  | Martin Shellback                                                       | 3:30                                                                   |
| 3.                                                                     | "Raise Your Glass"                                                     | Pink Martin Shellback                                                  | Martin Shellback                                                       | 3:23                                                                   |
| 4.                                                                     | "Get the Party Started"                                                | Perry                                                                  | Perry                                                                  | 3:11                                                                   |
| 5.                                                                     | "Who Knew"                                                             | Pink Martin Gottwald                                                   | Martin Dr. Luke                                                        | 3:28                                                                   |
| 6.                                                                     | "Just like a Pill"                                                     | Pink Austin                                                            | Austin                                                                 | 3:57                                                                   |
| 7.                                                                     | "Sober"                                                                | Pink Hills DioGuardi Araica                                            | Danja Kanal Harry                                                      | 4:11                                                                   |
| 8.                                                                     | "U + Ur Hand"                                                          | Pink Martin Gottwald Yacoub                                            | Martin Dr. Luke                                                        | 3:34                                                                   |
| 9.                                                                     | "Don't Let Me Get Me"                                                  | Pink Austin                                                            | Austin                                                                 | 3:31                                                                   |
| 10.                                                                    | "Stupid Girls"                                                         | Pink Mann MachoPsycho                                                  | Mann MachoPsycho [c]                                                   | 3:16                                                                   |
| 11.                                                                    | "Please Don't Leave Me"                                                | Pink Martin                                                            | Martin                                                                 | 3:51                                                                   |
| 12.                                                                    | "Funhouse"                                                             | Pink Kanal Harry                                                       | Kanal Harry                                                            | 3:25                                                                   |
| 13.                                                                    | "Dear Mr. President" (hợp tác với Indigo Girls)                        | Pink Mann                                                              | Mann Pink                                                              | 4:33                                                                   |
| 14.                                                                    | "Trouble"                                                              | Pink Armstrong                                                         | Armstrong Fields [b]                                                   | 3:12                                                                   |
| 15.                                                                    | "There You Go"                                                         | Pink Briggs Burruss                                                    | Briggs Burruss [a]                                                     | 3:26                                                                   |
| 16.                                                                    | "Family Portrait"                                                      | Pink Storch                                                            | Storch                                                                 | 4:56                                                                   |
| 17.                                                                    | "Heartbreak Down"                                                      | Pink Walker                                                            | Walker                                                                 | 3:18                                                                   |
| 18.                                                                    | "Bad Influence"                                                        | Pink Mann Walker MachoPsycho                                           | Mann Walker MachoPsycho                                                | 3:35                                                                   |
| 19.                                                                    | "You Make Me Sick"                                                     | Brainz Dimilo Anthony President Mark Tabb                              | Babyface Dimilo President                                              | 4:06                                                                   |
| 20.                                                                    | "So What" (Bimbo Jones radio mix)                                      | Pink Martin Shellback                                                  | Martin                                                                 | 3:36                                                                   |
| Tổng thời lượng:                                                       | Tổng thời lượng:                                                       | Tổng thời lượng:                                                       | Tổng thời lượng:                                                       | 73:34                                                                  |

| Greatest Hits... So Far!!! – Phiên bản cao cấp tại Bắc Mỹ (DVD kèm theo) | Greatest Hits... So Far!!! – Phiên bản cao cấp tại Bắc Mỹ (DVD kèm theo) | Greatest Hits... So Far!!! – Phiên bản cao cấp tại Bắc Mỹ (DVD kèm theo) | Greatest Hits... So Far!!! – Phiên bản cao cấp tại Bắc Mỹ (DVD kèm theo) |
| STT                                                                      | Nhan đề                                                                  | Album                                                                    | Thời lượng                                                               |
| ------------------------------------------------------------------------ | ------------------------------------------------------------------------ | ------------------------------------------------------------------------ | ------------------------------------------------------------------------ |
| 1.                                                                       | "There You Go"                                                           | Can't Take Me Home                                                       |                                                                          |
| 2.                                                                       | "Most Girls"                                                             | Can't Take Me Home                                                       |                                                                          |
| 3.                                                                       | "Just like a Pill"                                                       | Missundaztood                                                            |                                                                          |
| 4.                                                                       | "Get the Party Started"                                                  | Missundaztood                                                            |                                                                          |
| 5.                                                                       | "Don't Let Me Get Me"                                                    | Missundaztood                                                            |                                                                          |
| 6.                                                                       | "Family Portrait"                                                        | Missundaztood                                                            |                                                                          |
| 7.                                                                       | "Stupid Girls"                                                           | I'm Not Dead                                                             |                                                                          |
| 8.                                                                       | "Who Knew"                                                               | I'm Not Dead                                                             |                                                                          |
| 9.                                                                       | "U + Ur Hand"                                                            | I'm Not Dead                                                             |                                                                          |
| 10.                                                                      | "Dear Mr. President" (từ I'm Not Dead - Live Wembley Arena)              | I'm Not Dead                                                             |                                                                          |
| 11.                                                                      | "So What"                                                                | Funhouse                                                                 |                                                                          |
| 12.                                                                      | "Sober"                                                                  | Funhouse                                                                 |                                                                          |
| 13.                                                                      | "Please Don't Leave Me"                                                  | Funhouse                                                                 |                                                                          |
| 14.                                                                      | "Funhouse"                                                               | Funhouse                                                                 |                                                                          |
| 15.                                                                      | "I Don't Believe You"                                                    | Funhouse                                                                 |                                                                          |
| 16.                                                                      | "Glitter in the Air" (từ Funhouse - Live in Australia)                   | Funhouse                                                                 |                                                                          |
| 17.                                                                      | "Leave Me Alone (I'm Lonely)" (Phiên bản The Funhouse Freak Show)        | I'm Not Dead                                                             |                                                                          |
| 18.                                                                      | "Please Don't Leave Me" (Phiên bản The Funhouse Freak Show)              | Funhouse                                                                 |                                                                          |
| 19.                                                                      | "Funhouse" (Phiên bản The Funhouse Freak Show)                           | Funhouse                                                                 |                                                                          |
| 20.                                                                      | "Hậu trường video ca nhạc Funhouse"                                      | Funhouse                                                                 |                                                                          |
| 21.                                                                      | "Hậu trường Buổi Chụp hình cho Greatest Hits... So Far!!!"               |                                                                          |                                                                          |

| Greatest Hits... So Far!!! – Phiên bản cao cấp quốc tế (DVD kèm theo) | Greatest Hits... So Far!!! – Phiên bản cao cấp quốc tế (DVD kèm theo) | Greatest Hits... So Far!!! – Phiên bản cao cấp quốc tế (DVD kèm theo) | Greatest Hits... So Far!!! – Phiên bản cao cấp quốc tế (DVD kèm theo) |
| STT                                                                   | Nhan đề                                                               | Album                                                                 | Thời lượng                                                            |
| --------------------------------------------------------------------- | --------------------------------------------------------------------- | --------------------------------------------------------------------- | --------------------------------------------------------------------- |
| 1.                                                                    | "There You Go"                                                        | Can't Take Me Home                                                    |                                                                       |
| 2.                                                                    | "Most Girls"                                                          | Can't Take Me Home                                                    |                                                                       |
| 3.                                                                    | "You Make Me Sick"                                                    | Can't Take Me Home                                                    |                                                                       |
| 4.                                                                    | "Get the Party Started"                                               | Missundaztood                                                         |                                                                       |
| 5.                                                                    | "Don't Let Me Get Me"                                                 | Missundaztood                                                         |                                                                       |
| 6.                                                                    | "Just like a Pill"                                                    | Missundaztood                                                         |                                                                       |
| 7.                                                                    | "Family Portrait"                                                     | Missundaztood                                                         |                                                                       |
| 8.                                                                    | "Trouble"                                                             | Try This                                                              |                                                                       |
| 9.                                                                    | "God Is a DJ"                                                         | Try This                                                              |                                                                       |
| 10.                                                                   | "Last to Know"                                                        | Try This                                                              |                                                                       |
| 11.                                                                   | "Stupid Girls"                                                        | I'm Not Dead                                                          |                                                                       |
| 12.                                                                   | "Who Knew"                                                            | I'm Not Dead                                                          |                                                                       |
| 13.                                                                   | "U + Ur Hand"                                                         | I'm Not Dead                                                          |                                                                       |
| 14.                                                                   | "Nobody Knows"                                                        | I'm Not Dead                                                          |                                                                       |
| 15.                                                                   | "Dear Mr. President" (từ I'm Not Dead - Live Wembley Arena)           | I'm Not Dead                                                          |                                                                       |
| 16.                                                                   | "So What"                                                             | Funhouse                                                              |                                                                       |
| 17.                                                                   | "Please Don't Leave Me"                                               | Funhouse                                                              |                                                                       |
| 18.                                                                   | "Sober"                                                               | Funhouse                                                              |                                                                       |
| 19.                                                                   | "Funhouse"                                                            | Funhouse                                                              |                                                                       |
| 20.                                                                   | "I Don't Believe You"                                                 | Funhouse                                                              |                                                                       |
| 21.                                                                   | "Bad Influence" (từ Funhouse - Live in Australia)                     | Funhouse                                                              |                                                                       |
| 22.                                                                   | "Leave Me Alone (I'm Lonely)" (Phiên bản The Funhouse Freak Show)     | I'm Not Dead                                                          |                                                                       |
| 23.                                                                   | "Please Don't Leave Me" (Phiên bản The Funhouse Freak Show)           | Funhouse                                                              |                                                                       |
| 24.                                                                   | "Funhouse" (Phiên bản The Funhouse Freak Show)                        | Funhouse                                                              |                                                                       |
| 25.                                                                   | "Hậu trường video ca nhạc Funhouse"                                   | Funhouse                                                              |                                                                       |
| 26.                                                                   | "Hậu trường Buổi Chụp hình cho Greatest Hits... So Far!!!"            |                                                                       |                                                                       |

| Greatest Hits... So Far!!! – DVD riêng biệt tại Úc | Greatest Hits... So Far!!! – DVD riêng biệt tại Úc | Greatest Hits... So Far!!! – DVD riêng biệt tại Úc | Greatest Hits... So Far!!! – DVD riêng biệt tại Úc |
| STT                                                | Nhan đề                                            | Album                                              | Thời lượng                                         |
| -------------------------------------------------- | -------------------------------------------------- | -------------------------------------------------- | -------------------------------------------------- |
| 27.                                                | "Raise Your Glass"                                 | Greatest Hits... So Far!!!                         |                                                    |
| 28.                                                | "Fuckin' Perfect"                                  | Greatest Hits... So Far!!!                         |                                                    |

Ghi chú
- ^[a]  nghĩa là sản xuất giọng hát
- ^[b]  nghĩa là sản xuất bổ sung
- ^[b]  nghĩa là đồng sản xuất

## Xếp hạng
| Bảng xếp hạng (2010–11)                  | Vị trí cao nhất |
| ---------------------------------------- | --------------- |
| Album Úc (ARIA)                          | 1               |
| Album Áo (Ö3 Austria)                    | 4               |
| Album Bỉ (Ultratop Vlaanderen)           | 12              |
| Album Bỉ (Ultratop Wallonie)             | 19              |
| Album Canada (Billboard)                 | 4               |
| Album Đan Mạch (Hitlisten)               | 5               |
| Album Hà Lan (Album Top 100)             | 3               |
| Album Phần Lan (Suomen virallinen lista) | 16              |
| Album Pháp (SNEP)                        | 47              |
| Album Đức (Offizielle Top 100)           | 3               |
| Album Hy Lạp (IFPI)                      | 2               |
| Album Hungaria (MAHASZ)                  | 14              |
| Album Ireland (IRMA)                     | 8               |
| Album Ý (FIMI)                           | 41              |
| Album Nhật Bản (Oricon)                  | 10              |
| Album New Zealand (RMNZ)                 | 1               |
| Album Na Uy (VG-lista)                   | 3               |
| Album Ba Lan (ZPAV)                      | 39              |
| Album Bồ Đào Nha (AFP)                   | 20              |
| Album Scotland (OCC)                     | 4               |
| Album Tây Ban Nha (PROMUSICAE)           | 65              |
| Album Thụy Điển (Sverigetopplistan)      | 8               |
| Album Thụy Sĩ (Schweizer Hitparade)      | 4               |
| Album Anh Quốc (OCC)                     | 5               |
| Album Hoa Kỳ Billboard 200               | 5               |
| Album Hoa Kỳ Top Tastemaker (Billboard)  | 12              |

| Bảng xếp hạng (2010)                | Vị trí |
| ----------------------------------- | ------ |
| Album Úc (ARIA)                     | 1      |
| Album Đan Mạch (Hitlisten)          | 21     |
| Album Hà Lan (MegaCharts)           | 68     |
| Album Đức (Offizielle Top 100)      | 36     |
| Album Hungaria (MAHASZ)             | 51     |
| Album New Zealand (RMNZ)            | 12     |
| Album Thụy Điển (Sverigetopplistan) | 39     |
| Album Thụy Sĩ (Schweizer Hitparade) | 60     |
| Album Anh Quốc (OCC)                | 32     |
| Album Toàn cầu (IFPI)               | 24     |

| Bảng xếp hạng (2011)                | Vị trí |
| ----------------------------------- | ------ |
| Album Úc (ARIA)                     | 12     |
| Album Áo (Ö3 Austria)               | 63     |
| Album Bỉ (Ultratop Flanders)        | 31     |
| Album Bỉ (Ultratop Wallonia)        | 63     |
| Album Canada (Billboard)            | 15     |
| Album Đan Mạch (Hitlisten)          | 33     |
| Album Hà Lan (MegaCharts)           | 34     |
| Album Đức (Offizielle Top 100)      | 83     |
| Album Nhật Bản (Oricon)             | 57     |
| Album New Zealand (RMNZ)            | 11     |
| Album Thụy Điển (Sverigetopplistan) | 57     |
| Album Thụy Sĩ (Schweizer Hitparade) | 45     |
| Album Anh Quốc (OCC)                | 45     |
| Hoa Kỳ Billboard 200                | 22     |
| Album Toàn cầu (IFPI)               | 36     |
| Bảng xếp hạng (2012)                | Vị trí |
| Album Úc (ARIA)                     | 42     |
| Album Anh Quốc (OCC)                | 112    |
| Bảng xếp hạng (2013)                | Vị trí |
| Album Úc (ARIA)                     | 19     |
| Album Anh Quốc (OCC)                | 90     |
| Bảng xếp hạng (2014)                | Vị trí |
| Album Úc (ARIA)                     | 64     |
| Bảng xếp hạng (2018)                | Vị trí |
| Album Úc (ARIA)                     | 26     |
| Album New Zealand (RMNZ)            | 25     |
| Bảng xếp hạng (2019)                | Vị trí |
| Album Úc (ARIA)                     | 98     |
| Album Anh Quốc (OCC)                | 75     |
| Bảng xếp hạng (2021)                | Vị trí |
| Album Anh Quốc (OCC)                | 91     |
| Bảng xếp hạng (2022)                | Vị trí |
| Album Anh Quốc (OCC)                | 97     |
| Bảng xếp hạng (2023)                | Vị trí |
| Album Anh Quốc (OCC)                | 65     |

| Bảng xếp hạng (2010–2019) | Vị trí |
| ------------------------- | ------ |
| Album Úc (ARIA)           | 7      |
| Album Anh Quốc (OCC)      | 38     |

## Chứng nhận
| Quốc gia | Chứng nhận   | Số đơn vị/doanh số chứng nhận |
| --- | ------------ | ----------------------------- |
| Úc (ARIA) | 11× Bạch kim | 770.000‡                      |
| Úc (ARIA) DVD độc lập | 2× Bạch kim  | 30.000^                       |
| Áo (IFPI Áo) | Vàng         | 10.000*                       |
| Bỉ (BEA) | Vàng         | 15.000*                       |
| Brasil (Pro-Música Brasil) | Vàng         | 20.000‡                       |
| Canada (Music Canada) | 2× Bạch kim  | 160.000^                      |
| Cộng hòa Séc | —            | 10,000                        |
| Đan Mạch (IFPI Đan Mạch) | Bạch kim     | 30.000^                       |
| Pháp (SNEP) | Vàng         | 50.000*                       |
| Đức (BVMI) | Bạch kim     | 300.000^                      |
| Hungary (Mahasz) | Vàng         | 3.000^                        |
| Ireland (IRMA) | Bạch kim     | 15.000^                       |
| New Zealand (RMNZ) | 7× Bạch kim  | 105.000‡                      |
| Thụy Điển (GLF) | Vàng         | 20.000‡                       |
| Thụy Sĩ (IFPI) | Vàng         | 15.000^                       |
| Anh Quốc (BPI) | 5× Bạch kim  | 1.500.000‡                    |
| Hoa Kỳ (RIAA) | Bạch kim     | 1,375,000                     |
| * Chứng nhận dựa theo doanh số tiêu thụ. ^ Chứng nhận dựa theo doanh số nhập hàng. ‡ Chứng nhận dựa theo doanh số tiêu thụ và phát trực tuyến. |              |                               |

## Lịch sử phát hành
| Khu vực        | Ngày              | Hãng đĩa             |
| -------------- | ----------------- | -------------------- |
| Úc             | 12 tháng 11, 2010 | Sony Music Australia |
| Đức            | 12 tháng 11, 2010 | Sony Music Australia |
| Vương quốc Anh | 15 tháng 11, 2010 | Jive                 |
| Hoa Kỳ         | 16 tháng 11, 2010 | LaFace, Jive         |
| Brazil         | 21 tháng 12, 2010 | Sony Music           |
| Thổ Nhĩ Kỳ     | 21 tháng 12, 2010 | Sony Music           |
| Nhật Bản       | 16 tháng 10, 2019 | Sony Music Japan     |